# Prosolid

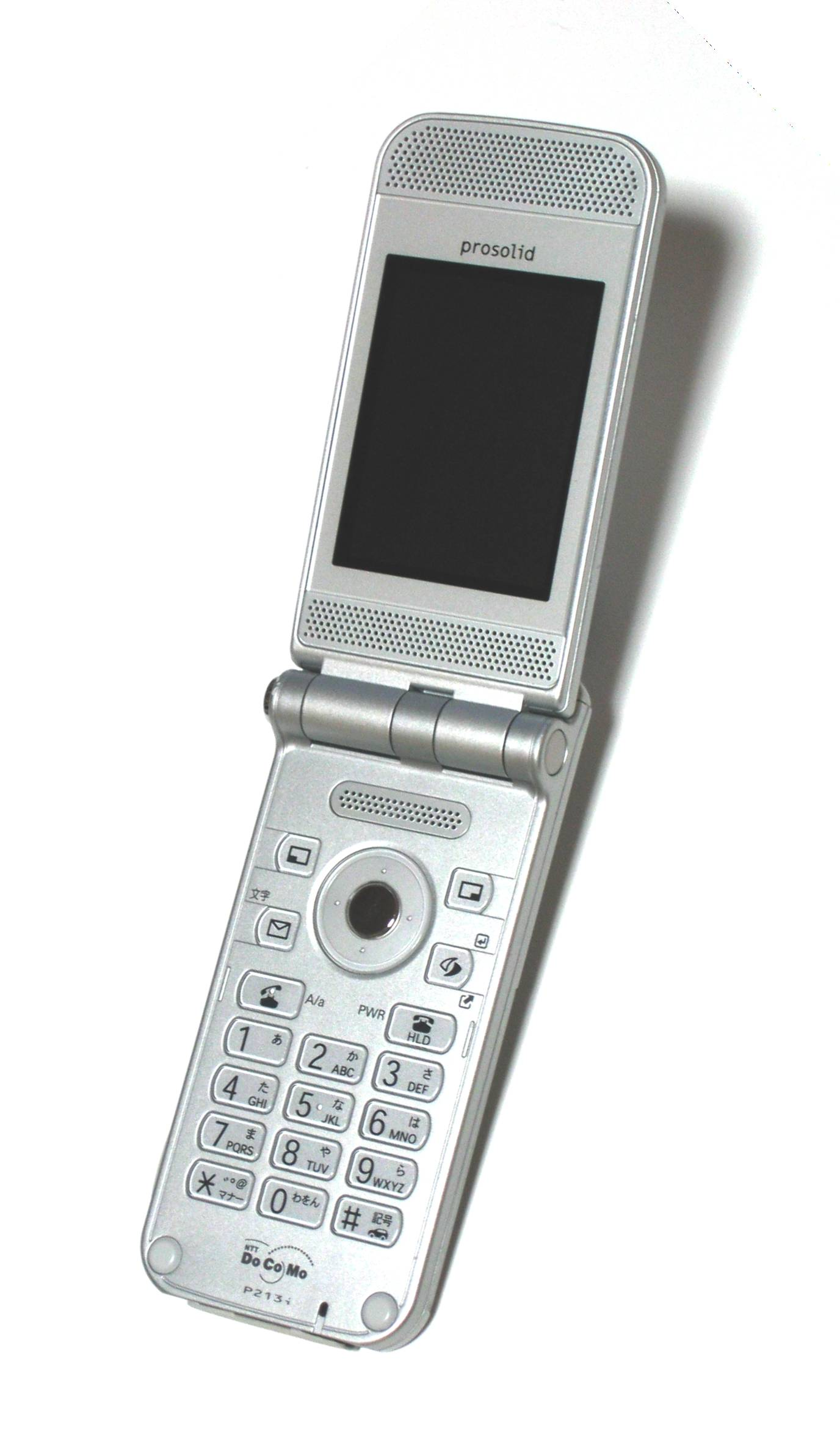
prosolid (mova P213i)

prosolid（プロソリッド）は、NTTドコモの携帯電話端末製品のブランド名、およびそのシリーズ名。シリーズを通じて外装に金属素材を利用し、強度や剛性を保ちつつ薄型化が図られている。なお、prosolidという名称は professional と solid の二語を組み合わせた造語で、prosolidおよびプロソリッド、は株式会社エヌ・ティ・ティ・ドコモの登録商標（日本第4866976号）である。

## 概要
prosolidシリーズの製品としては、NTTドコモによる第二世代携帯電話 (mova) 端末のprosolid（プロソリッド）、第三世代携帯電話 (FOMA) 端末のprosolid II（プロソリッド・ツー）が存在する。いずれも端末の薄型化・小型化・軽量化を得意とするパナソニック モバイルコミュニケーションズが開発した。このほか、同様のコンセプトから開発されたSoftBank 705Pという製品がソフトバンクモバイル向けに存在する。これはNTTドコモがprosolidを商標として保持している都合上、prosolidのブランド名は冠さない。
NTTドコモはprosolidシリーズをコンセプトモデルのひとつとして位置づけており、総じて機能を最小限に絞ったシンプルな仕様であり、主としてビジネスユーザーをターゲットとしている。多機能化がめざましい他の携帯電話端末と対照的で、これらのアンチテーゼともとれるprosolidのコンセプトは、その後のSIMPUREシリーズへと受け継がれることになった。カメラ付きが標準機能であるのに、本体にカメラを搭載しない点も特徴である。機密情報の流出を防止するためにカメラの持ち込みを制限する企業や研究所施設からの需要もあり、D702iBCL（三菱電機）・F903iBSC（富士通）・N905iBiz（NEC）のように既存の端末からカメラを除して製品化する例もある（ただしこれらは法人専用モデルのため、個人での購入はできない。2007年9月現在、個人で購入可能なFOMAのカメラなしモデルはprosolid IIとらくらくホンベーシック、らくらくホンシンプルのみ）。
| 機能                 | prosolid | prosolid II | PROSOLID μ |
| -------------------- | -------- | ----------- | ---------- |
| iモード              | ○        | ○           | ○          |
| iアプリ              | -        | ○           | ○          |
| iチャネル            | -        | ○           | ○          |
| カメラ               | -        | -           | -          |
| 赤外線通信           | -        | ○           | ○          |
| テレビ電話           | -        | △           | △          |
| おサイフケータイ     | -        | -           | ○          |
| 国際ローミング（3G） | -        | -           | ○          |
| 音楽・動画再生       | -        | -           | ○          |
| フルブラウザ         | -        | -           | ○          |

ただ、こうしたストイックな仕様のため機能的には同世代における他の携帯電話端末から水をあけられており、音楽・動画再生やワンセグ、おサイフケータイとしての利用、また国際ローミングなど、外観デザイン以上に機能面をまず重視している多くの利用者への訴求力は低い。携帯電話のカメラに関しても、現在ではテレビ電話やバーコード（QRコード）読み取り、簡易OCRなど利用拡大が進んでいる。また、他のキャリアではprosolidと同等もしくはそれ以上の薄型化・多機能化を実現した製品もあり、NTTドコモにおいてもより薄いM702iS (MOTORAZR)、P703iμ、N703iμが発売された。とりわけSoftBank 705Pは、200万画素デジタルカメラやBluetooth通信機能を搭載し、国際ローミングに対応、それでいてprosolid以上の薄さ14.8ミリメートルを実現しているとあって、今後のprosolidシリーズの進化の方向性をうかがわせる製品である。こうした中、2008年初頭には後継機種のPROSOLID μ（プロソリッド・ミュー）が登場することが決定した。同時に発表されたP705iμからカメラを撤去したモデルということで形式はP705iCL（CLはCameraless）となった。

## 歴史
- 2004年9月9日: prosolid が電気通信端末機器審査協会 (JATE) による審査を通過（認定番号: A04-0487001）。
- 2004年10月4日: prosolid、超小型設計のpremini-S、音楽再生機能を搭載したMusic PORTER、革製品との融合を果たしたLechiffonとともに発表。
- 2004年10月5日: prosolid、同日より開催されたCEATEC JAPAN 2004に出展。
- 2004年12月3日: prosolid 発売開始。
- 2005年9月30日: prosolid II が電気通信端末機器審査協会 (JATE) による審査を通過（認定番号: A05-0414001）。
- 2005年10月3日: prosolid II、音楽再生機能を搭載したMusic Porter II、MUSIC PORTER X、高齢者向け簡易端末らくらくホン シンプルとともに発表。
- 2005年10月4日: prosolid II、同日より開催されたCEATEC JAPAN 2005に出展。
- 2005年11月25日: prosolid II 発売開始。
- 2006年7月4日: NTTドコモ、prosolid およびprosolid II よりも薄い M702iS の開発を発表。
- 2006年10月7日: SoftBank 705P 発売開始。
- 2007年11月1日: PROSOLID μが905iシリーズ、705iシリーズとともに発表される。

## mova P213i prosolid

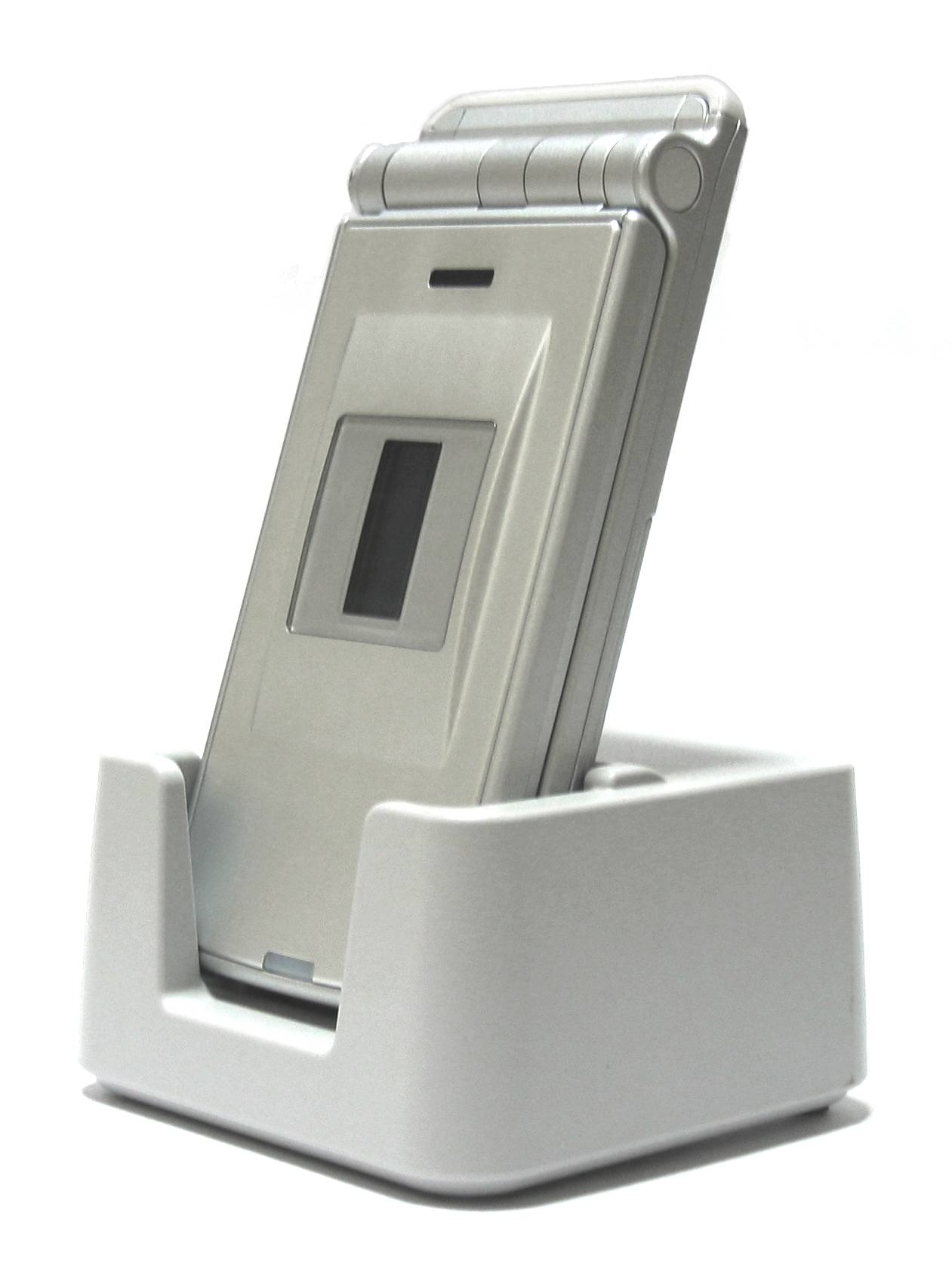
mova P213i prosolid

mova P213i prosolid（ムーバ・ピー に いち さん アイ・プロソリッド）は、NTTドコモによる第二世代携帯電話 (mova) 端末製品である。
形状は折りたたみ式で、徹底した薄型化が図られている。アンテナをボディに内蔵することで外観を扁平なものとし、折りたたみ時の厚さ16.7ミリメートルを実現した。同じく薄型デザインであった端末 mova P504i の再来として話題となる。外装にはアルミニウムを、内部にはマグネシウム合金製フレームを採用し剛性を高めている。カラーバリエーションはシルバー・ブラックの二種類。
パナソニック製携帯電話ではその搭載が慣例となったワンプッシュオープンボタンを装備。レシーバ部分はメッシュ状とすることで音の出る範囲を拡大するとともに、ノイズキャンセラーを搭載し聞き取りやすさを高めている。
背面にはサブディスプレイとして黒地のモニタに文字が青く輝く有機ELディスプレイを採用。これは常時点灯するものではなく、側面のメモボタンを押すことで一定時間表示する。時刻のほか、短いメッセージも表示できる。
2005年4月19日よりフジテレビジョン系で放送されたテレビドラマ『離婚弁護士II』では、佐伯絵里役の瀬戸朝香がこれを使用し、クールで有能な弁護士のイメージを演出していた。
- 寸法:
  - 高: 108 ミリメートル
  - 幅: 49 ミリメートル
  - 厚: 16.7 ミリメートル
- 重量: 98 グラム
- 画面:
  - メイン: 132×176 ピクセル 2.2 インチ TFT
  - サブ: 0.8 インチ 有機EL
- 電池:
  - 容量: 600 mAh
  - 連続待受時間: 400 時間
  - 連続通話時間: 125 分間

## FOMA P851i prosolid II
FOMA P851i prosolid II（フォーマ・ピー はち ご いち アイ・プロソリッド・ツー）は、NTTドコモによる第三世代携帯電話 (FOMA) 端末製品である。
外装や内部骨格への金属材料の採用、ワンプッシュオープンボタン、レシーバメッシュなど、基本的な本体設計はprosolidのそれを継承している。ディスプレイは2.2インチと、prosolidのものとサイズは同一ながら240×320ピクセルのQVGA液晶を採用。背面には引き続き有機ELサブディスプレイを搭載し、周囲のアルミニウム製外装パネルはヘアライン加工が施された。カラーバリエーションはシルバー・ブラックの二種類。
ボタン部分の仕様は一部変更があり、prosolidでは無彩色だった通話・切断ボタンの標示がそれぞれ緑色・赤色へと変更。また、何もなかった通話ボタンと切断ボタンの間のスペースに、今回新たにクリアボタンが配置された。ボタン側は若干厚みが増しているが、ディスプレイ側の厚みを減らすことで折りたたみ時の厚さ16.7ミリメートルを維持している。
機能面ではiアプリ・iチャネルに対応。上部には赤外線通信ポートが搭載され、電話番号やメールアドレスの交換など、端末同士での軽微な通信が可能となった。
カメラは引き続き搭載しない。そうした仕様であるにも関わらず、テレビ電話に対応。prosolid II 側では相手の表情などをうかがいながら通話できるようになったが、相手側端末には代替（キャラ電）の画像が表示される。
- 寸法:
  - 高: 106 ミリメートル
  - 幅: 49 ミリメートル
  - 厚: 16.7 ミリメートル
- 重量: 99 グラム
- 画面:
  - メイン: 240×320 ピクセル (QVGA)  2.2 インチ TFT
  - サブ: 0.8 インチ 有機EL
- 電池:
  - 容量: 800 mAh
  - 連続待受時間: 460 時間
  - 連続通話時間: 140 分間
  - 連続テレビ電話通話時間: 100 分間

## FOMA P705iCL PROSOLID μ
ベースモデルのP705iμの項目を参照のこと。